# Giovanni Domenico de Cupis
Giovanni Domenico de Cupis (Roma, 1493 - 10 de desembre de 1553) va ser un cardenal italià, bisbe-emèrit de Nardò i Degà del Col·legi Cardenalici.

## Biografia
Va ser Cardenal de la corona d'Escòcia. Era amic de Ignasi de Loiola.
La seva mare era Lucrezia Normanni, que va tenir una filla, Felice della Rovere amb el Papa Juli II abans de casar-se amb Bernardino de Cupis, el pare de Giovanni Domenico. Va tenir una ràpida progressió com a bisbe de Trani gràcies a Juli II.
Va tenir quatre fills, abans de fer-se eclesiàstic: Girolamo, Bernardino, que va ser bisbe d'Osimo i Cingoli, 1551-1574, Paolo, que va ser bisbe de Recanati, 1548-1552; i Celidonia, que es va casar amb Marco Lepido Orsini el 1558 amb una dot de 3.000 escuts.
El 1517, és fet cardenal l'1 de juliol pel Papa Lleó X, rebent la birreta cardinalícia i el títol de San Giovanni a Porta Latina el 6 de juliol. El 1524, acumula el títol de Sant'Apollinare alle Terme Neroniane-Alessandrine, mantenint in commendam el títol anterior. El 1531, passa al títol de San Lorenzo in Lucina.
Va ser bisbe d'Albano, el 1531, bisbe de Sabina, el 1532, Bisbe de Porto i Santa Rufina, el 1535 i Bisbe d'Òstia-Velletri i Degà del Col·legi Cardenalici el 1537.
El cardenal De Cupis va intervenir en el Conclave de 1521–22, en el qual Adrià VI és elegit papa i en els de 1523 (elecció de Climent VIII), 1534 (elecció de Pau III) i conclave de 1549-1550 (elecció de Juli III).